# Mountain Studios
Mountain Studios és un estudi de gravació que anteriorment es trobava a Montreux, ara situat a Attalens, Suïssa. Va ser propietat de la banda de rock Queen des de 1979 fins al 1993. Des de llavors, ha estat propietat de David Richards, productor durant diversos anys de la banda britànica.

## Àlbums gravats a l'estudi
- Queen
  - Jazz (1978)
  - Hot Space (1982)
  - A Kind of Magic (1986)
  - The Miracle (1989)
  - Innuendo (1991)
  - Made in Heaven (1995)
- Brian May
  - Back to the Light (1992)
- Freddie Mercury & Montserrat Caballé
  - Barcelona (1988)
- Roger Taylor
  - Fun in Space (1981)
  - Strange Frontier (1984)
- The Cross
  - Shove It (1988)
  - Mad, Bad, and Dangerous to Know (1990)
- AC/DC
  - Fly on the Wall (1985)
- David Bowie
  - "Heroes" (1977)
  - Lodger (1979)
  - Tonight (1984)
  - Never Let Me Down (1987)
  - Black Tie White Noise (1993)
  - The Buddha of Suburbia (1993)
  - Outside (1995)
- Iggy Pop
  - Blah Blah Blah (1986)
- Chris Rea
  - Water Sign (1983)
  - Wired to the Moon (1984)
  - Shamrock Diaries (1985)
  - On the Beach (1986)
- The Rolling Stones
  - Black and Blue (1976)
- Yes
  - Going for the One (1977)
- Rick Wakeman
  - Rick Wakeman's Criminal Record (1977)
- Magnum
  - Vigilante (1986)
- Smokie
  - The Montreux Album (1978)